# Джонсон, Герберт Георгиевич
Ге́рберт Гео́ргиевич Джо́нсон (13 апреля 1857 — 21 июня 1919, Борисоглебск) — русский военачальник, генерал-лейтенант, герой Первой мировой войны.

## Биография
Лютеранин. Уроженец г. Гельсингфорса. Из дворян Петроградской губернии. В службу вступил 31.08.1876 года.
Окончил Николаевское инженерное училище по 1-му разряду (1879), выпущен подпоручиком в 3-й сапёрный батальон. Служил в 4-м понтонном, 12-м сапёрном и 8-м понтонном батальонах, командовал ротой 8-го понтонного батальона (1886—1892).
Чины: поручик (1881), штабс-капитан (1887), капитан (1893), подполковник (1899), полковник (1903), генерал-майор (1911), генерал-лейтенант (1915).
В 1895 году окончил Николаевскую академию Генерального штаба по 1-му разряду. По окончании академии состоял старшим адъютантом штаба 25-й пехотной дивизии (1897—1899) и штаб-офицером для особых поручений при штабе 2-го армейского корпуса (1899—1900).
В 1900—1902 годах состоял в распоряжении командующего войсками Приамурского военного округа для замещения должности на военных дорогах. В 1902—1904 заведовал передвижениями войск по железнодорожным и водным путям Туркестанского района. Затем был начальником штаба 2-й кавалерийской дивизии (1904—1907), командиром 20-го стрелкового (февраль—ноябрь 1907) и 20-го пехотного Галицкого (1907—1911) полков. 8 февраля 1911 года за отличие по службе произведен в генерал-майоры с назначением начальником штаба войск Семиреченской области.
17 февраля 1913 назначен командиром 1-й бригады 25-й пехотной дивизии, с которой и вступил в Первую мировую войну. Участвовал в походе в Восточную Пруссию, в боях под Сталлупененом и Гумбинненом. Был пожалован Георгиевским оружием
За то, что командуя в бою 4-го августа отдельной колонной, проявил много самостоятельности и настойчивости в достижении возложенной задачи, благодаря чему был захват неприятельской позиции у Бильдервейтшена, Дадена и Малисина.
и орденом Святого Георгия 4-й степени
За то, что, начальствуя над левой колонной отходящей 25-й дивиз., в составе одного полка и трех батарей, 30 авг. 1914 г. занял, по приказанию начальства, позицию Торф-Моора-Грюнгауз, каковую позицию, несмотря на превосходные силы противника и на губительный огонь артиллерии (4 тяжелых гаубичных, 2 тяжелых пушечных и 2 легких батареи), удерживал занятую позицию за собой до 8½ часов вечера, когда было получено приказание об отходе указанной колонны через Керрин-Бильдервейтшен-Руссен на Зеленку. Удержание позиции у Грюнгауза до вечера имело важное значение, так как оставление этой позиции ранее повлекло бы за собою потерю всех парков и обозов и поставило бы в тяжелое положение отступающие части.
22 января 1915 года произведен в генерал-лейтенанты «за отличие», а 8 февраля того же года назначен начальником 27-й пехотной дивизии. В том же месяце попал в плен при окружении 20-го армейского корпуса в Августовских лесах. 4 апреля 1915 отчислен от должности за нахождением в плену.
В августе 1918 был начальником 2-й дивизии Южной армии, формировавшейся в Миллерово, с сентября того же года состоял в армии Украинской державы. После падения режима гетмана Скоропадского служил в Донской армии, был начальником штаба 2-й Донской отдельной добровольческой бригады (1919).
21 июня 1919 года покончил с собой в окружении под Борисоглебском.

## Награды
- Орден Святого Станислава 3-й ст. (1887);
- Орден Святой Анны 3-й ст. (1891);
- Орден Святого Станислава 2-й ст. (1902);
- Орден Святой Анны 2-й ст. (1906);
- Орден Святого Владимира 4-й ст. (1910);
- Георгиевское оружие (ВП 13.10.1914);
- Орден Святого Владимира 3-й ст. с мечами (ВП 25.01.1915);
- Орден Святого Станислава 1-й ст. с мечами (ВП 04.03.1915);
- Орден Святого Георгия 4-й ст. (ВП 21.03.1915).